# Piano di strato
Per piani di strato in geologia si intendono delle superfici che separano, di solito in modo visibile, corpi rocciosi diversi. Normalmente le superfici di strato caratterizzano le rocce sedimentarie. Si può trattare di superfici di non deposizione, oppure di superfici che testimoniano l'improvviso cambiamento di parametri che caratterizzavano la deposizione precedente.
I piani di strato non hanno spessore e sono pertanto da considerarsi generati istantaneamente (almeno su scala geologica). Uno strato si può sempre considerare delimitato al tetto e alla base da due piani di strato.